# هتفیلد (حوزه سرشماری)، ماساچوست
هتفیلد (به انگلیسی: Hatfield) یک منطقهٔ مسکونی در ایالات متحده آمریکا است که در شهرستان همپشر، ماساچوست واقع شده‌است. هتفیلد ۶٫۲ کیلومتر مربع مساحت و ۱٬۳۱۸ نفر جمعیت دارد و ۳۷ متر بالاتر از سطح دریا واقع شده‌است.